# Burton on the Wolds
Burton on the Wolds – wieś w Anglii, w hrabstwie Leicestershire, w dystrykcie Charnwood. Leży 17 km na północ od miasta Leicester i 158 km na północny zachód od Londynu.